# Mosteiro de Mor Gabriel
O Mosteiro de Mor Gabriel ou Dayro d-Mor Gabriel (em siríaco: ܕܝܪܐ ܕܡܪܝ ܓܒܪܐܝܠ), também conhecido como Deyrulumur, é o mosteiro ortodoxo sírio sobrevivente mais antigo do mundo. Está localizado no planalto de Tur Abdim, perto de Midyat, na província de Mardim, no sudeste da Turquia. Esteve envolvido em uma disputa com o governo turco que ameaçou sua existência. A cultura siríaca ortodoxa foi centrada em dois mosteiros perto de Mardim, na parte ocidental de Tur Abdim — o de Mor Gabriel e de Mor Hananyo.